# Дубосеково (деревня)
Дубосеково — деревня в Волоколамском районе Московской области России, входит в состав сельского поселения Спасское. Население — 2 чел. (2010).

## География
Деревня Дубосеково расположена на западе Московской области, в западной части Волоколамского района, примерно в 6 км к юго-западу от города Волоколамска, южнее истока реки Щетинки бассейна Рузы. К деревне приписано садоводческое некоммерческое товарищество. Ближайшие населённые пункты — деревни Горбуново, Сафатово и Стремоухово.

## Население
| 1859 | 1890 | 1899 | 1926 | 2002 | 2006 | 2010 |
| ---- | ---- | ---- | ---- | ---- | ---- | ---- |
| 249  | ↘158 | ↘110 | ↗279 | ↘2   | ↗3   | ↘2   |

## История
В «Списке населённых мест» 1862 года — казённая деревня 1-го стана Рузского уезда Московской губернии по левую сторону дороги из города Можайска в город Волоколамск, в 39 верстах от уездного города, при пруде, с 37 дворами и 249 жителями (120 мужчин, 129 женщин).
По данным на 1890 год — деревня Судниковской волости Рузского уезда с 158 душами населения.
В 1913 году — 41 двор.
В 1919 году включена в состав Тимошевской волости Волоколамского уезда.
По материалам Всесоюзной переписи населения 1926 года — деревня Стремоуховского сельсовета Тимошевской волости в 5 км от Осташёвского шоссе и 13 км от станции Волоколамск Балтийской железной дороги, проживало 279 жителей (129 мужчин, 150 женщин), насчитывалось 56 крестьянских хозяйств.
С 1929 года — населённый пункт в составе Волоколамского района Московского округа Московской области. Постановлением ЦИК и СНК от 23 июля 1930 года округа как административно-территориальные единицы были ликвидированы.
1929—1939, 1957—1963, 1965—1972 гг. — деревня Горбуновского сельсовета Волоколамского района.
1939—1957 гг. — деревня Горбуновского сельсовета Осташёвского района.
1963—1965 гг. — деревня Горбуновского сельсовета Волоколамского укрупнённого сельского района.
1972—1994 гг. — деревня Кармановского сельсовета Волоколамского района.
1994—2006 гг. — деревня Кармановского сельского округа Волоколамского района.
С 2006 года — деревня сельского поселения Спасское Волоколамского муниципального района Московской области.